# Gabriel Özkan
Gabriel Özkan (* 23. Mai 1986 in Stockholm) ist ein schwedischer Fußballspieler aramäischer Abstammung. Der Mittelfeldspieler gehörte 2009 zum Kader des AIK, als die Mannschaft den schwedischen Meistertitel gewann.

## Werdegang
Özkan begann mit dem Fußballspielen beim FC Inter Orhoy. 1999 wechselte er in die Jugendabteilung von IF Brommapojkarna. Mit der Nachwuchsmannschaft des Klubs errang er 2001 und 2002 den schwedischen Meistertitel. 2004 rückte er in die Männermannschaft des Vereins auf und kam in der Superettan zu seinem Debüt im schwedischen Profifußball kam. Schnell eroberte sich der Mittelfeldspieler einen Stammplatz. Durch gute Leistungen spielte er sich ins Blickfeld der Erstligamannschaften und im Sommer 2006 wechselte er zu AIK.
Bei seinem neuen Arbeitgeber fügte er sich direkt gut ein: Bei seinem Debüt im Trikot von AIK bei der 1:3-Niederlage bei Malmö FF am 15. Juli des Jahres wurde er in der 71. Spielminute für Kenny Pavey eingewechselt und erzielte in der Schlussminute den Ehrentreffer. In den folgenden Partien noch Joker, konnte er sich bis zum Rundenende einen Stammplatz erkämpfen und bestritt insgesamt zehn Saisonspiele. Daraufhin wurde er auch in die schwedische U21-Auswahl berufen und debütierte am 14. November 2006 bei der 2:4-Niederlage gegen die U21-Mannschaft Frankreichs im Trikot der Nachwuchsnationalmannschaft.
In der Vorbereitung auf die Spielzeit 2007 verletzte sich Özkan bei einem Spiel gegen GIF Sundsvall. Daher verpasste er den Saisonauftakt und kehrte erst Ende März zurück ins Training. Jedoch zeigt er sich in der Folgezeit anfällig für weitere Blessuren und kam in den folgenden Jahren nur unregelmäßig zum Einsatz. Dennoch kehrte er 2009 nach einigen ansprechenden Leistungen in der Allsvenskan in die U-21-Auswahl zurück und die Auswahltrainer Tommy Söderberg und Jörgen Lennartsson beriefen ihn Ende Mai 2009 an der Seite seiner Vereinskameraden Pierre Bengtsson und Per Karlsson in den Kader für die U-21-Europameisterschaft in Schweden. Im Anschluss an das Turnier konnte Özkan zunächst seinen Stammplatz bei AIK behaupten, ehe er sich Mitte Juli erneut verletzte und mehrere Wochen ausfiel. Nach seiner Wiedergenesung kam er hauptsächlich als Einwechselspieler zum Einsatz und trug mit zwei Saisontoren in insgesamt 14 Saisonspielen zum Gewinn des Lennart-Johansson-Pokals für den Landesmeistertitel bei. Beim Pokalfinale gegen IFK Göteborg, das durch Tore von Mauro Iván Óbolo und Antônio Flávio mit einem 2:0-Erfolg endete, gehörte er nicht zum Kader.
Aufgrund einer Bauchmuskulaturverletzung und Problemen mit einem Nerv unterzog sich Özkan Anfang 2010 erfolgreich einer Operation. Ende April kehrte er auf den Fußballplatz zurück und bestritt einige Partien als Einwechselspieler. Bei seinem Comeback in der Startelf im August des Jahres musste er mit Verdacht auf einen Beinbruch nach 25 Spielminuten das Feld wieder verlassen. Letztlich stellte sich die Verletzung als Bänderriss heraus. Dennoch blieb er im weiteren Saisonverlauf ohne Einsatz. In der Vorbereitung auf die folgende Saison verletzte er sich erneut und musste abermals am Fuß operiert werden. Bis zum Ende der Spielzeit 2011 standen daher lediglich sechs Einsätze als Einwechselspieler zu Buche, dennoch verlängerte der Klub den zum Jahresende auslaufenden Vertrag Ende November des Jahres um zwei Jahre. Nach einer erneuten Verletzung in der Vorbereitung auf die folgende Spielzeit setzte er sich abermals nicht als Stammkraft durch und saß regelmäßig auf der Auswechselbank, bei sieben Saisoneinsätzen kam lediglich ein Spieleinsatz in der Startformation zustande.
Im Januar 2013 verkündete sein Ex-Klub IF Brommapojkarna, der in die Allsvenskan aufgestiegen war, die Verpflichtung Özkans, der einen Zwei-Jahres-Vertrag unterzeichnete. Auch hier blieb er jedoch nicht von Verletzungen verschont, so dass er in der ersten Spielklasse nur zeitweise eingesetzt wurde und hauptsächlich als Einwechselspieler agierte. Bereits frühzeitig stand er mit der von Stefan Billborn betreuten Mannschaft in der Spielzeit 2014 als Absteiger fest, so dass angesichts der Verletzungsanfälligkeit und seines auslaufenden Vertrages Spekulationen über die weitere Zukunft aufkamen.